# Route der Industriekultur – Industriekultur an Volme und Ennepe
Industriekultur an Volme und Ennepe ist der Name der Themenroute 9 der Route der Industriekultur.
Die Themenroute umfasst fünf einzelne Touren im Hagener Raum, im Ennepe-Ruhr-Kreis, sowie im märkischen Sauerland, die sowohl einzeln als auch in Abstechern mit verschiedenen Verkehrsmitteln (Auto, ÖPNV, Fahrrad) besucht werden können. Sie führt zu den Wurzeln der Industrialisierung des Ruhrgebiets, die mit kleinen, wasserbetriebenen Hammerwerken in den Seitentälern der Region begann.  Es folgt eine Beschreibung der Touren und der hier zu besichtigen Sehenswürdigkeiten (Änderungen an Stationen der Route im Laufe der Zeit sind kursiv gesetzt).

## Tour 1: Industriekultur inHagenund an derEnneperstraße
- Hohenhof
- Häuser am Stirnband und Villa Cuno
- Textilarbeitersiedlung Walddorfstraße
- Elbershallen (umbenannt)
- Osthaus Museum Hagen
- Stadtgarten Hagen (neu ab Anfang 2013)
- Buschey-Friedhof (neu ab Anfang 2013)
- Hagen Hauptbahnhof
- Villa Post
- Cuno-Siedlung
- Villa Springmann (neu ab 2011)
- Lagerhaus Lehnkering, heute Spedition Schenker
- Brennerei Eversbusch
- Viadukt der Rheinischen Eisenbahn-Gesellschaft in Hagen-Westerbauer
- Zwiebackfabrik Brandt
- Ehemalige Kornbrennerei Niedernberg und Krüner und Villa Niedernberg
- Stiftsamtmannshaus und Brennerei Saure
- Kruiner Tunnel
- Bahnhof Ennepetal

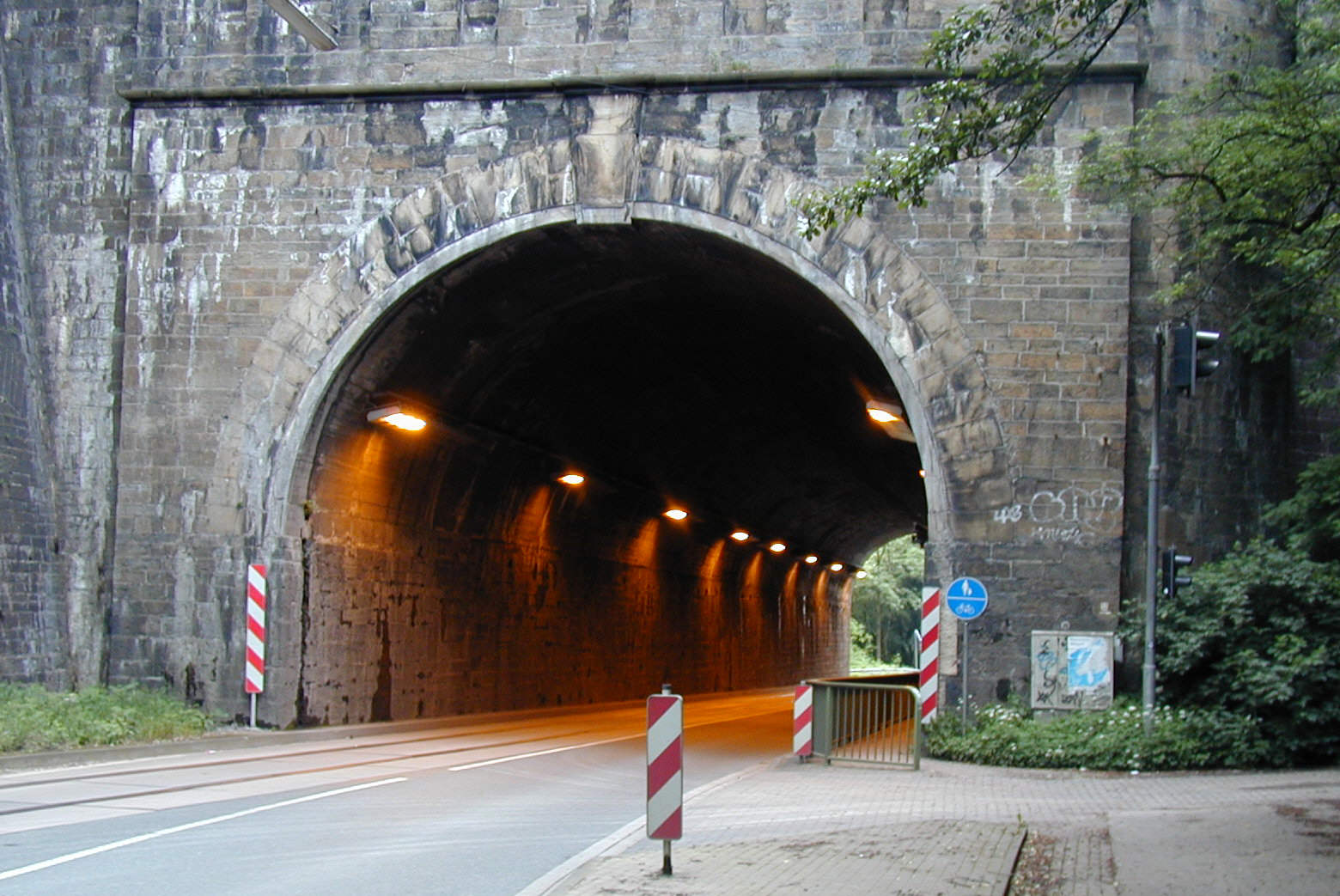
Westportal des Kruiner Tunnels
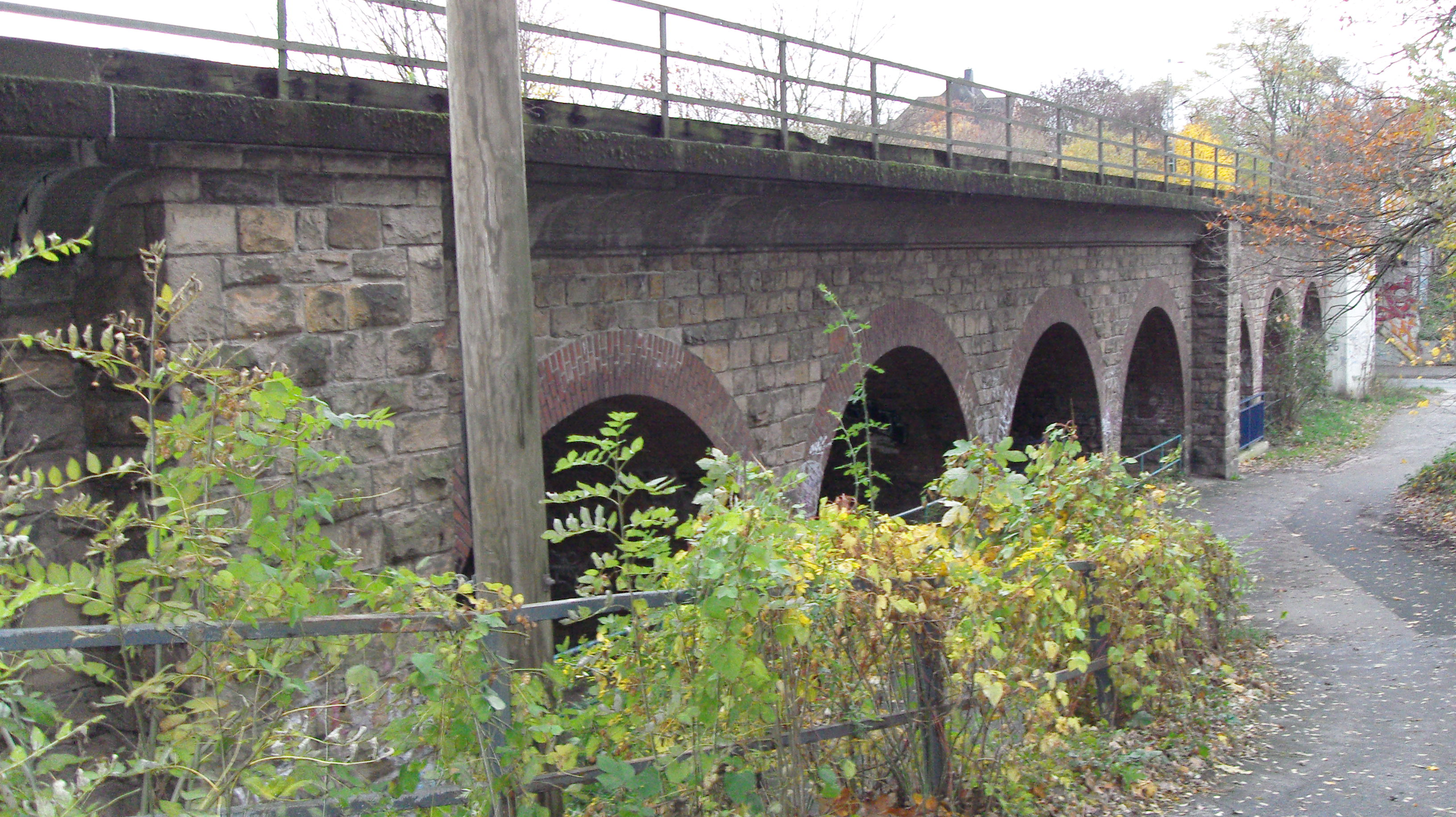
Viadukt der Rheinischen Bahn über die Schlebusch-Harkorter Kohlenbahn

## Tour 2: InSchwelm,Ennepetal,Breckerfeldund Umgebung
- Museum Haus Martfeld
- Klavierfabrik Rud. Ibach Sohn
- Brauerei Schwelm
- Heilenbecker Talsperre
- Ennepetalsperre
- Krenzer Hammer (bis 2010 Ahlhauser Hammer)
- Industrie-Museum Ennepetal in den Gebäuden der Eisengießerei F.W. Kruse KG (neu ab Ende 2011)
- Straßenindustriemuseum Ennepetal
- Kleinbahntrasse Haspe-Voerde-Breckerfeld
- Hasper Talsperre
- Mühlenhof Breckerfeld
- Glörtalsperre

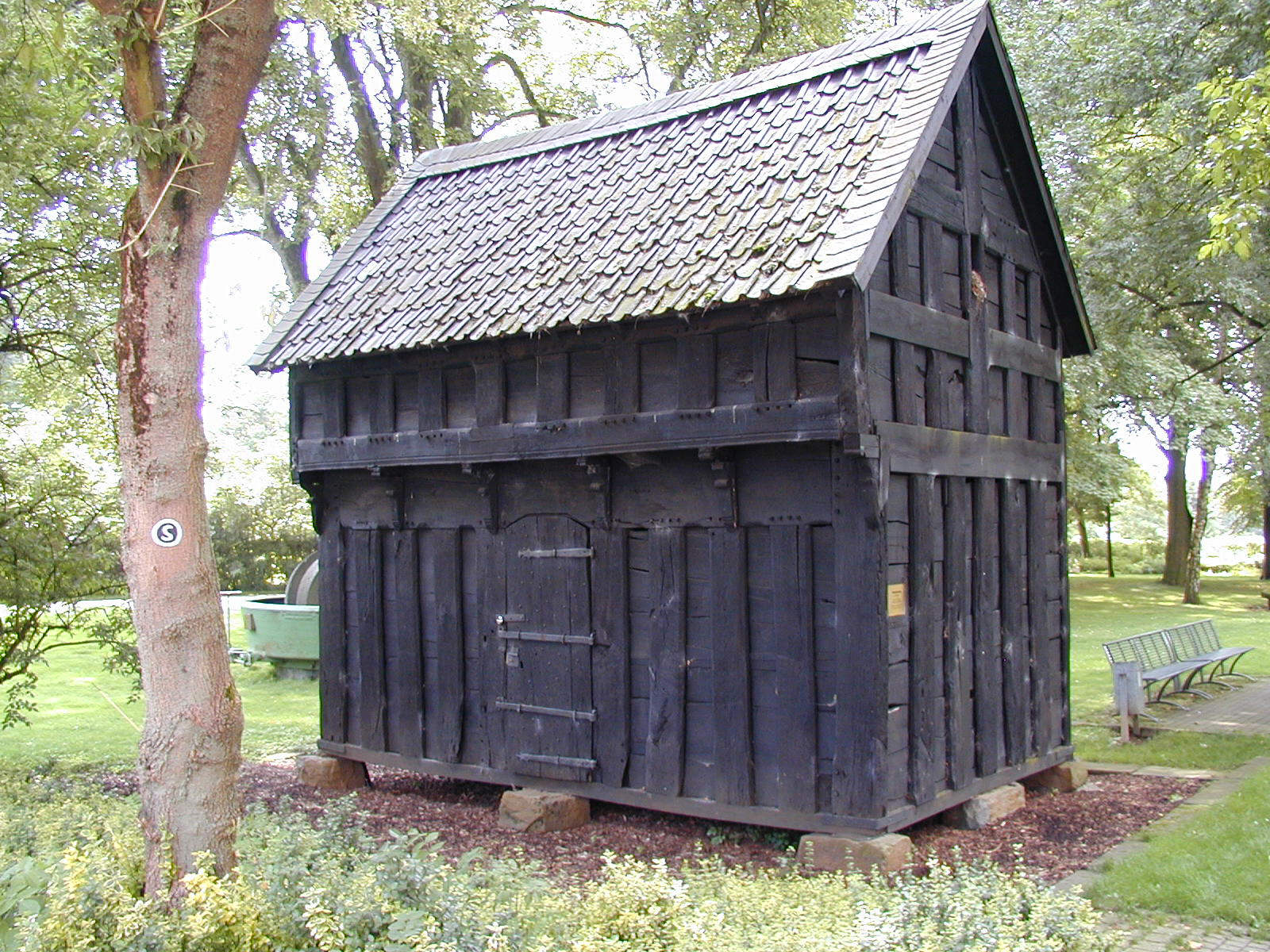
Haferkasten am Haus Martfeld
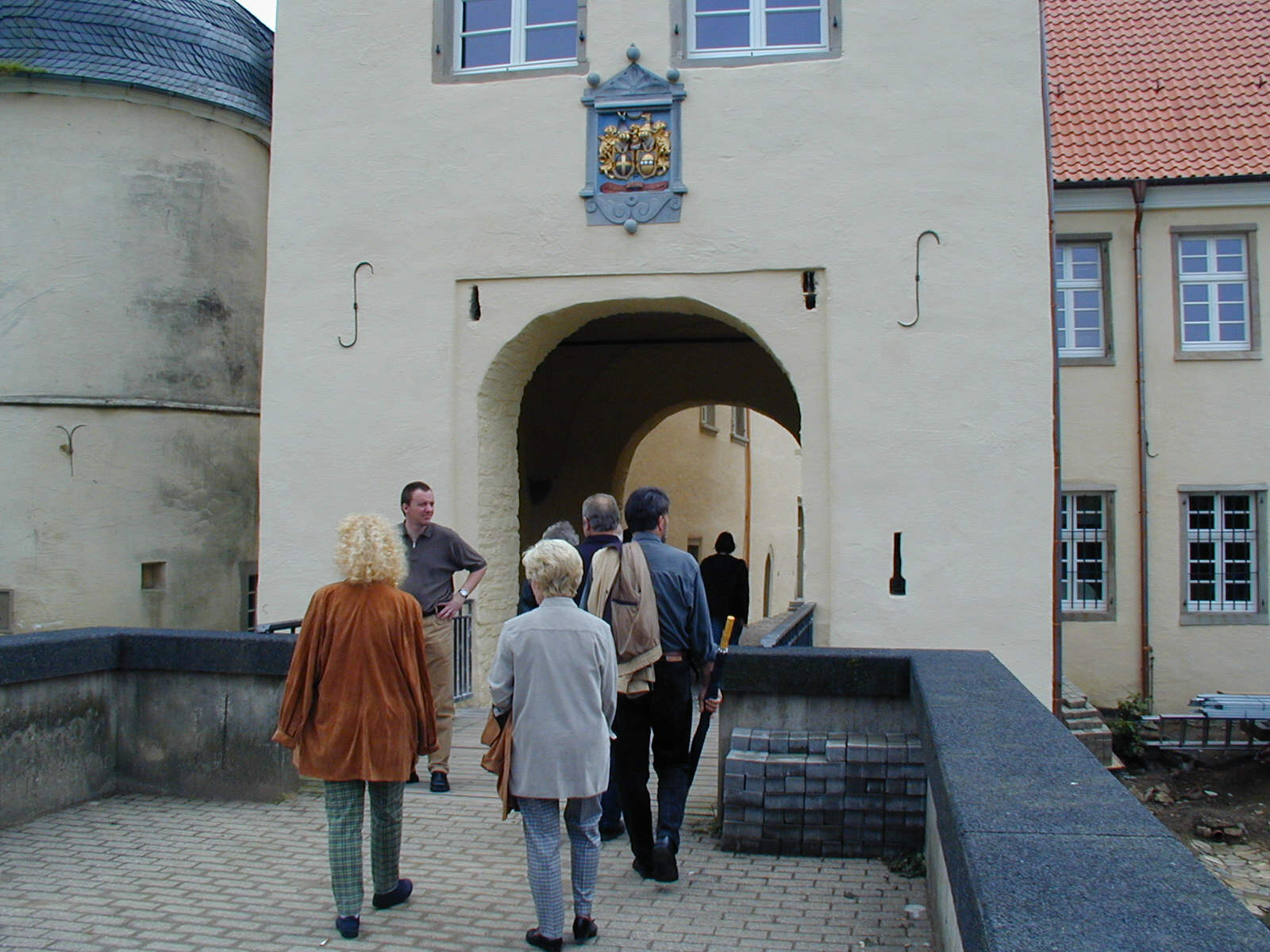
Eingang des Hauses Martfeld
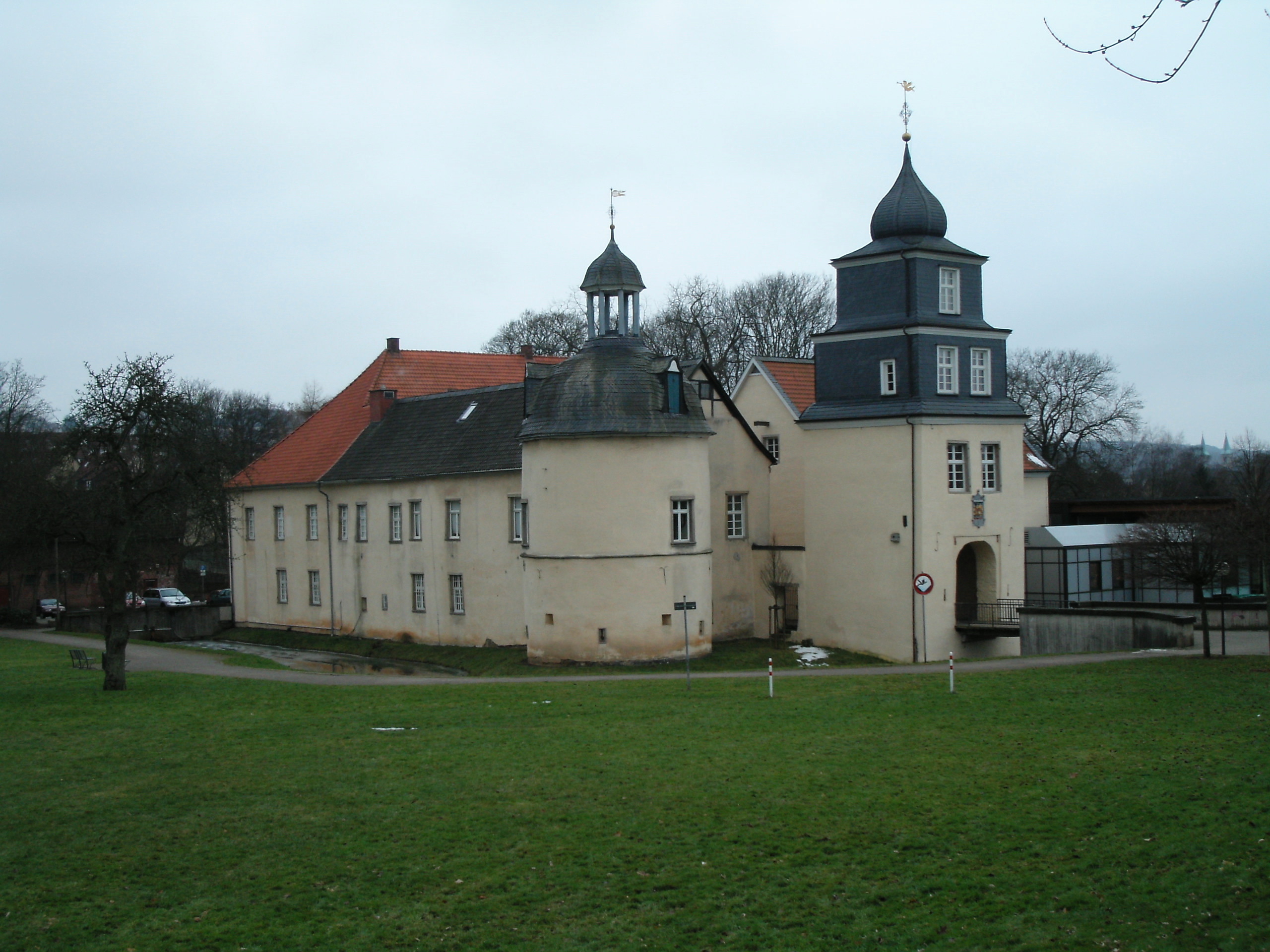
Haus Martfeld mit Wehr- bzw. Torturm
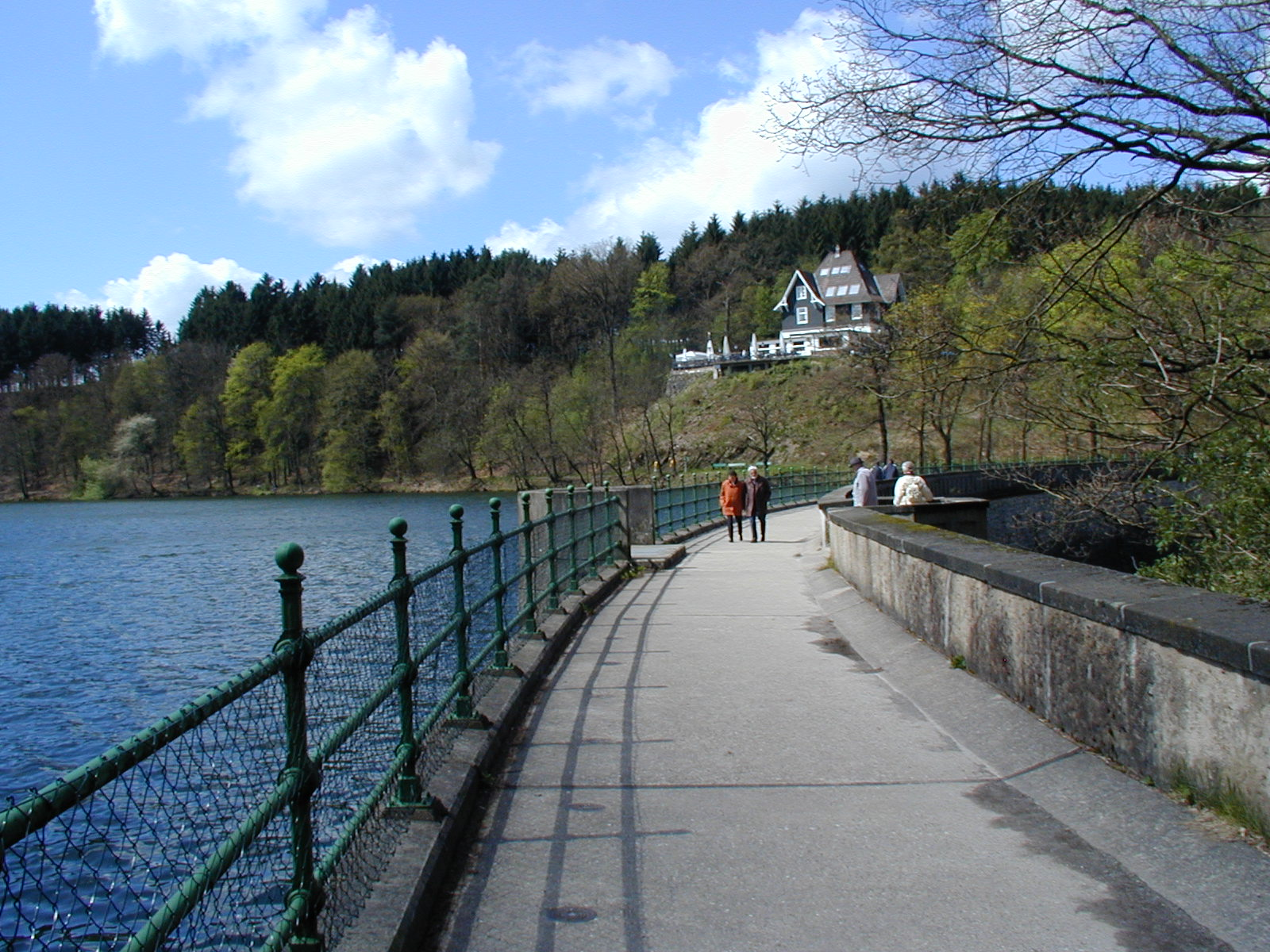
Staumauer der Heilenbecker Talsperre
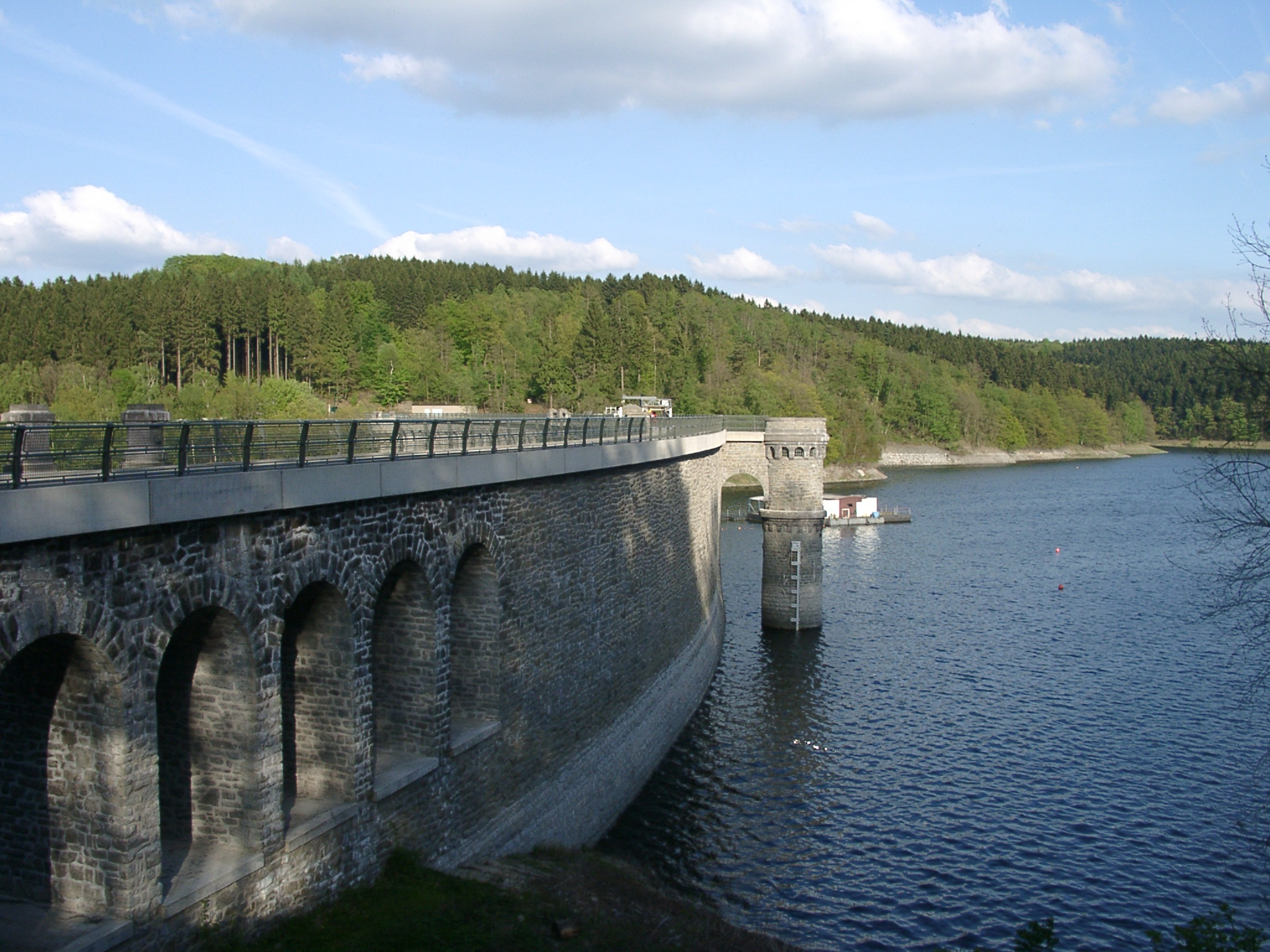
Staumauer der Ennepetalsperre
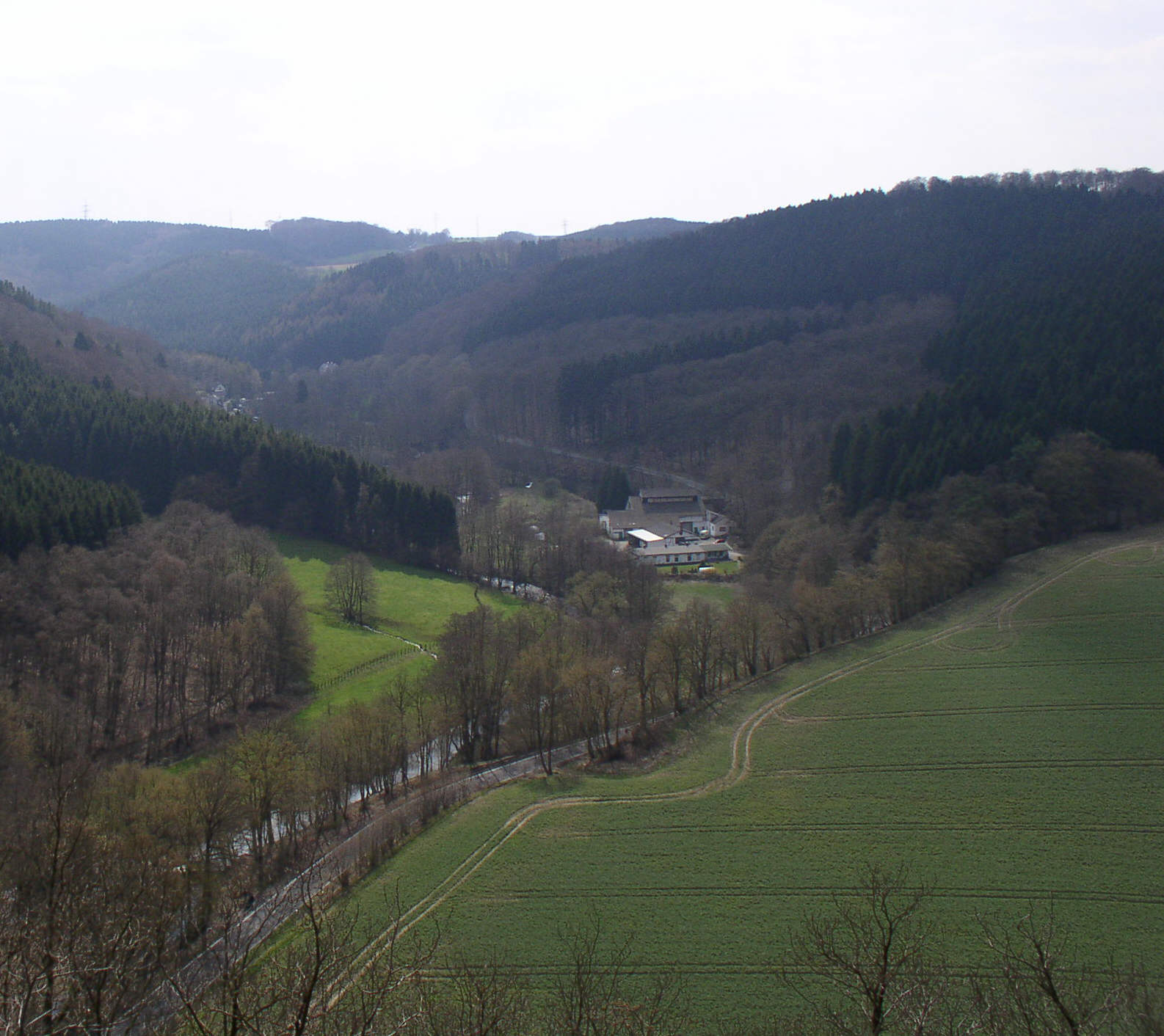
Der Ahlhauser Hammer an der Ennepe
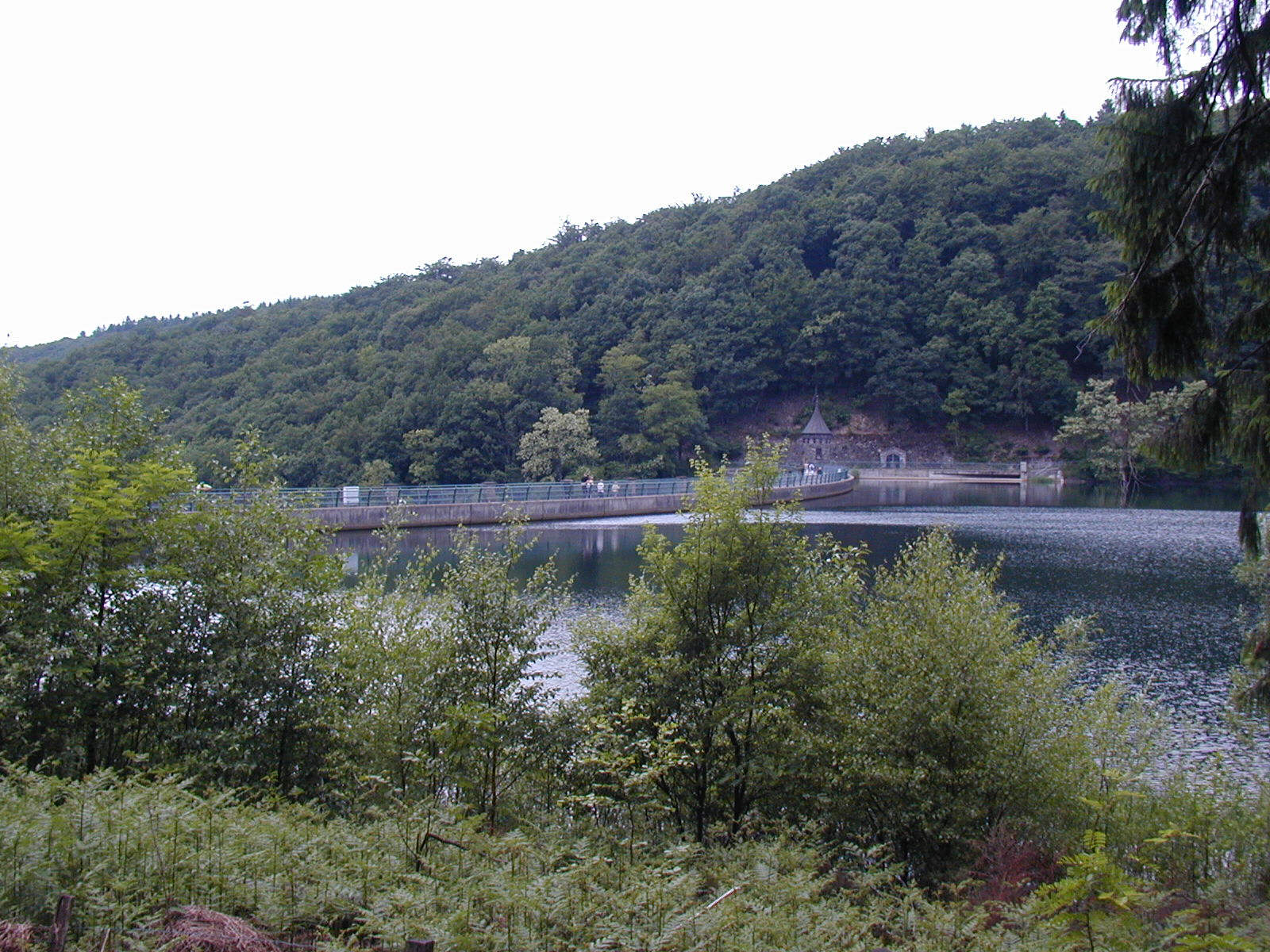
Die Hasper Talsperre

## Tour 3: Im Hagener Süden
- Westfälisches Freilichtmuseum Hagen
- Siedlung Lange Riege
- Stadtmuseum Hagen
- Krematorium Hagen Delstern
- Papierfabrik Vorster und Villa Vorster
- Vormann Brauerei
- Goldberg-Tunnel
- Deutsches Kaltwalzmuseum
- Kaltwalzindustrie im Nahmertal

## Tour 4: Auf den SpurenFriedrich Harkorts
- Haus Harkorten
- Harkort’sche Fabrik
- Harkort’sche Kohlebahn
- Burg Wetter und Harkorthaus
- Haus Schede

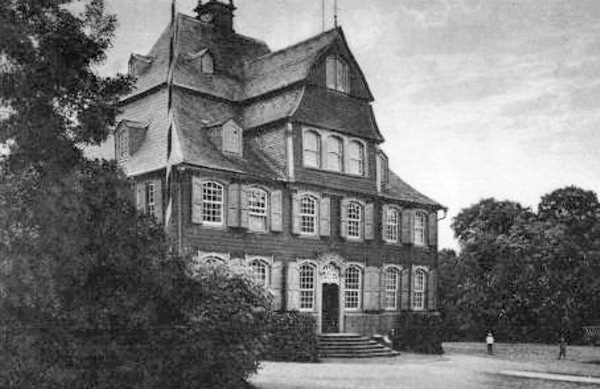
Haupthaus Harkorten um 1915
Alfred Rethel: Die Harkortsche Fabrik auf Burg Wetter, um 1834
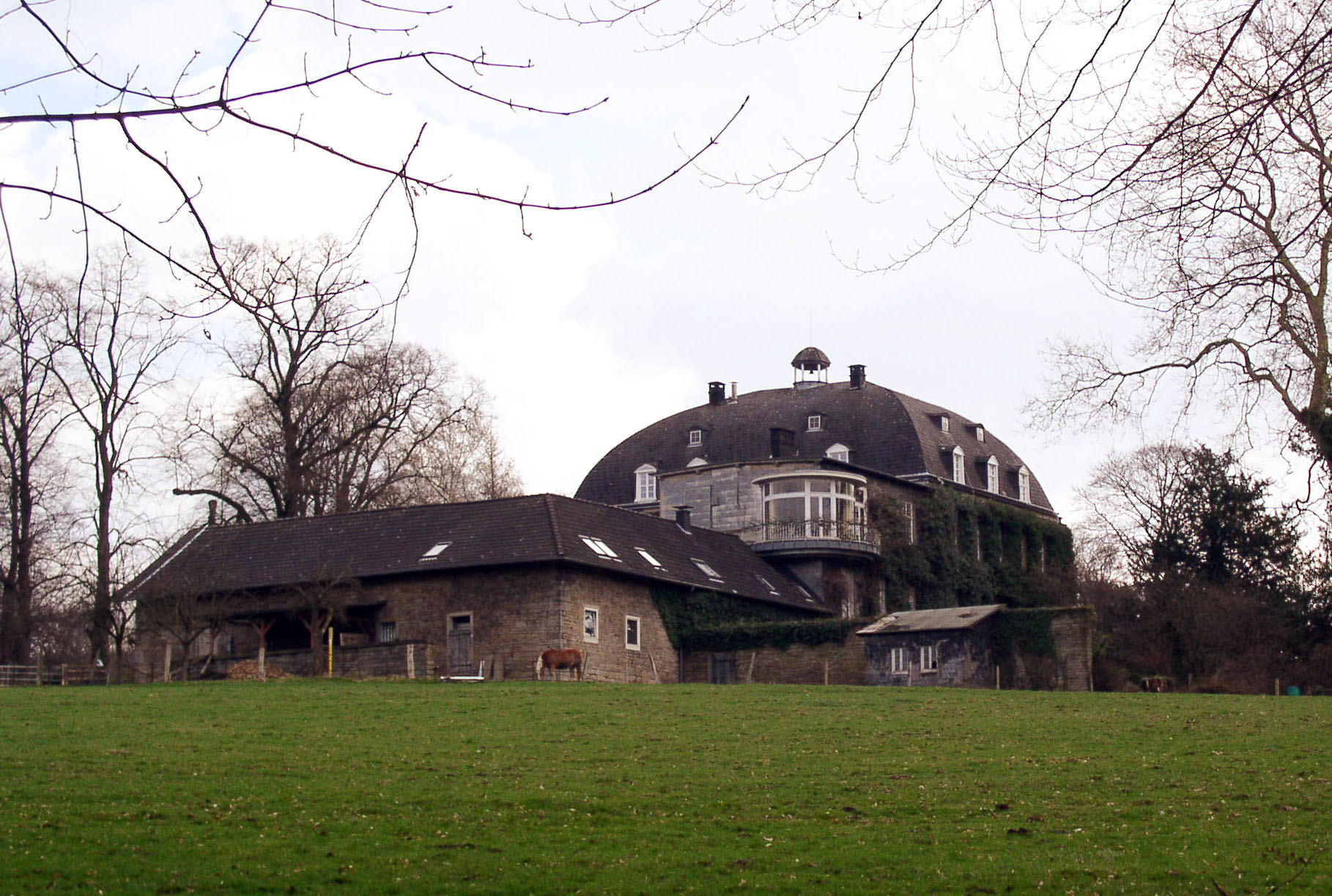
Das Harkort’sche Herrenhaus auf Gut Schede

## Tour 5: Ruhraufwärts vonWetterzurLennemündung
- Schlebuscher Erbstollen
- Gemeinschaftswasserwerk Volmarstein
- Kraftwerk Harkort
- Denkmal des Ministers Stein am Rathaus Wetter
- Villa Vorsteher
- Villa Bönnhoff
- Cuno-Kraftwerk (2011 aus der Route entfernt)
- Energiewirtschaftlicher Wanderweg Herdecke
- Ruhrviadukt Herdecke
- Laufwasserkraftwerk Hengstey
- Pumpspeicherkraftwerk Koepchenwerk
- Wasserwerk Hengstey
- Haus Ende
- Niedernhof
- Buschmühle

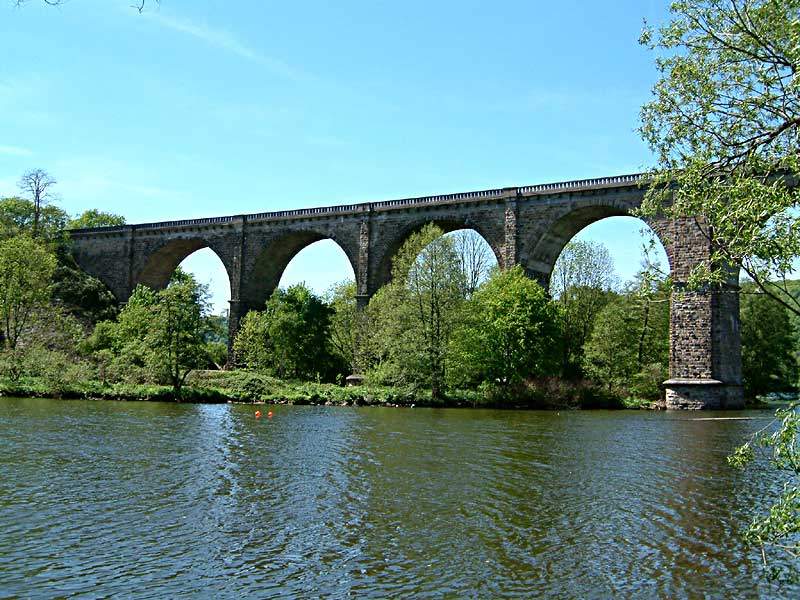
Der Ruhr-Viadukt bei Herdecke
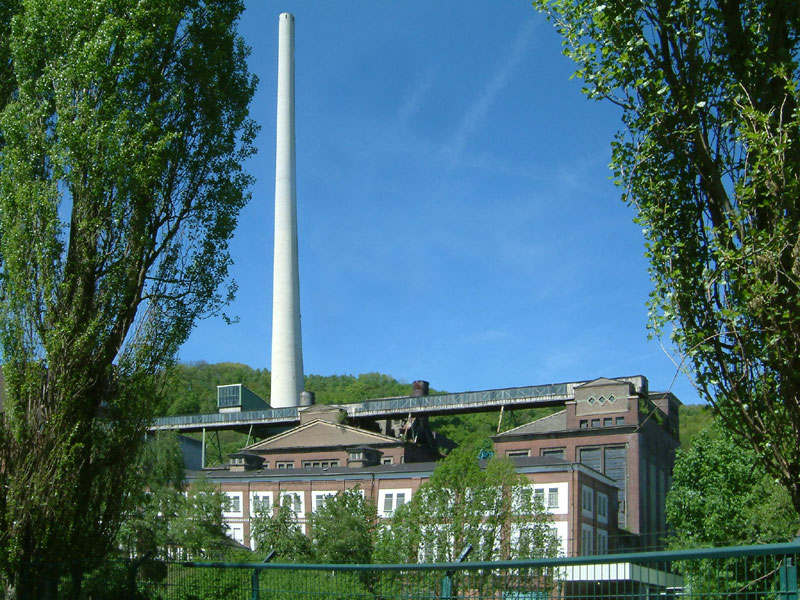
Das Cuno-Kraftwerk in Herdecke mit den denkmalgeschützten Kesselhäusern
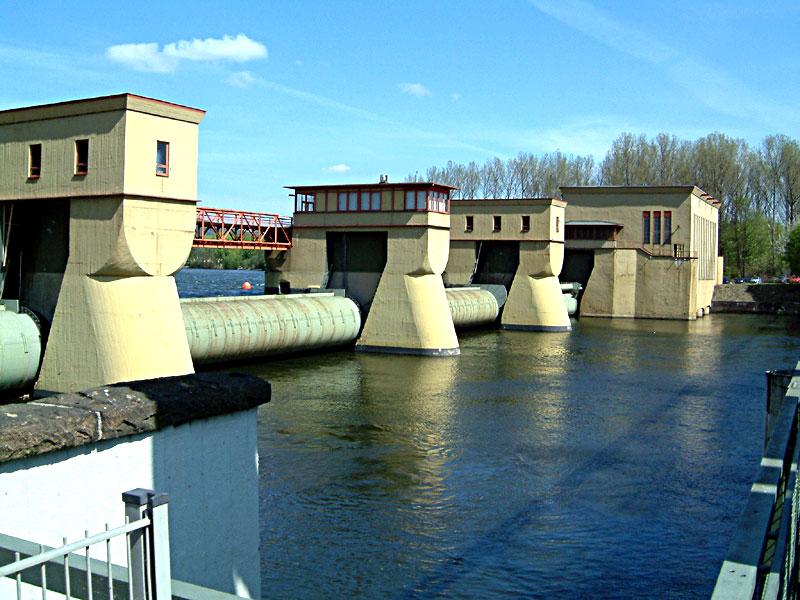
Laufwasserkraftwerk Hengstey (rechts), im Vordergrund das Walzen-Stauwehr
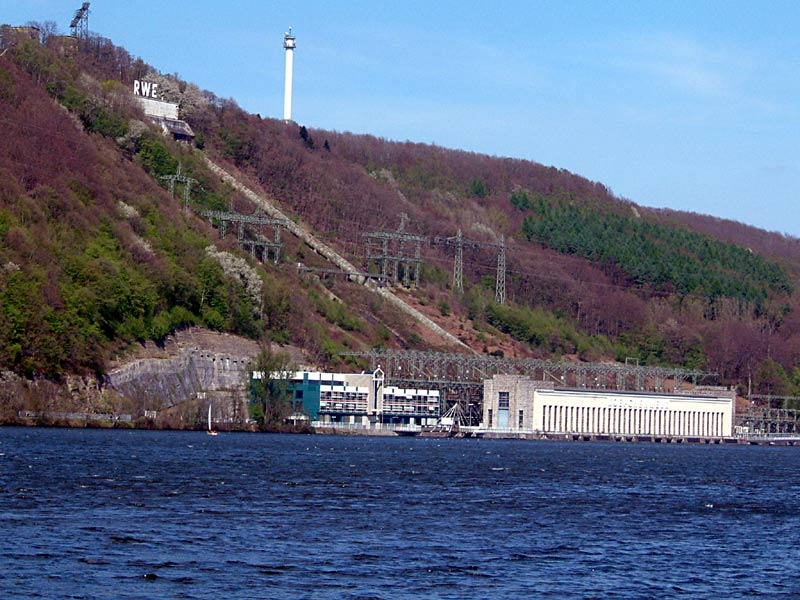
Das Koepchenwerk am Hengsteysee
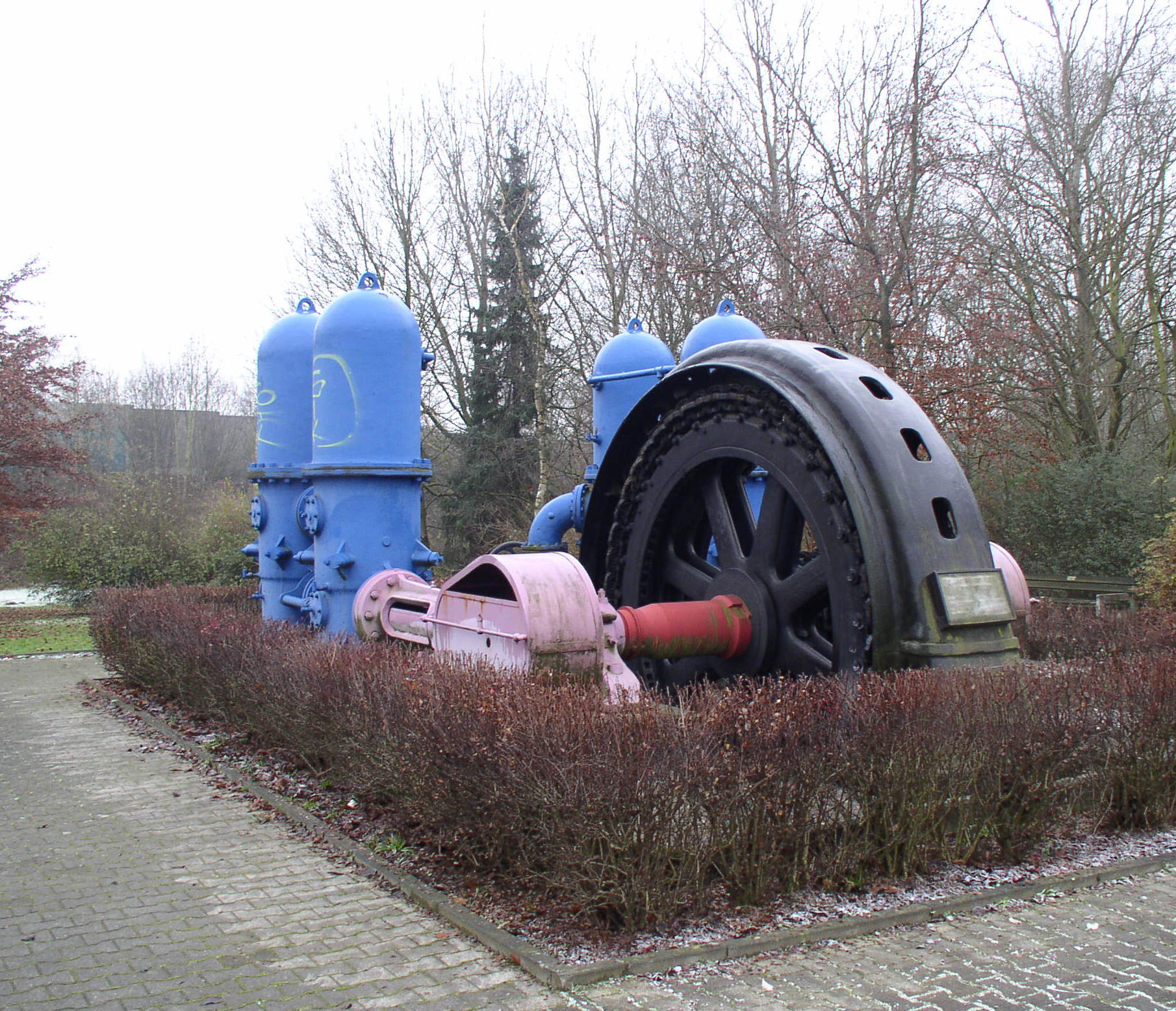
Ausrangierte Pumpenanlage des Wasserwerks Hengstey